# Dulibî, Jîdaciv
Dulibî (în ucraineană Дуліби) este un sat în comuna Otînevîci din raionul Jîdaciv, regiunea Liov, Ucraina.

## Demografie
Componența lingvistică a localității Dulibî
     Ucraineană (100%)
Conform recensământului din 2001, toată populația localității Dulibî era vorbitoare de ucraineană (100%).